# Koniklec luční
Koniklec luční (Pulsatilla pratensis, synonymum Anemone pratensis) je vytrvalá, bělavě chlupatá bylina z čeledi pryskyřníkovitých (Ranunculaceae) kvetoucí v měsících březen – květen. Obvykle je 8 až 20 cm vysoká s přízemními listy. Má tmavě fialové (vzácně světle fialové, bělavé či žluté) květy.

## Popis rostliny
Jedná se o vytrvalou bylinu, která má vícehlavý černý oddenek. Přízemní šupiny jsou vejčité.
Lodyha je bělavě chlupatá. Stonek je za květu 8 až 15 cm dlouhý a ohnutý tak, že květ visí dolů – je nící (čili poniklý – odtud jméno poniklec, což je ve slovenštině zachováno, v češtině zkomoleno na koniklec). Za plodu je průměrně 22 cm dlouhý.
Listy jsou dvojího typu. Jedny jsou uspořádány v růžici, která je asi tak v polovině lodyhy. Jsou dlouze řapíkaté s vejčitou čepelí v obrysu a třikrát zpeřeně rozdělené v čárkovité 1 až 3 mm dlouhé úkrojky. V mládí jsou listy bělavě plstnaté, později jsou roztroušeně chlupaté. Listy jsou nepřezimující. Druhé listy jsou většinou dobře vyvinuty až v době květu.
Květy jsou většinou malé a válcovité, při dokvétání až zvonkovité. Nejčastěji jsou tmavě fialové, vzácněji tmavě karmínové, výjimečně bledě fialové, bělavé nebo žlutavé.
Okvětní lístky jsou eliptické. Vnější jsou někdy kratší než vnitřní. Jsou 15 až 30 mm dlouhé a 7 až 12 mm široké. Na vrcholu jsou ven ohrnuté nebo jen mírně ohnuté.
Tyčinek je velký počet. Jsou dlouhé a mají žlutou barvu. Čnělky jsou zpravidla sytě fialové a chlupaté, ale na konci většinou lysé a přímé nebo zakřivené. Pestíky se mění v hlávkovité souplodí z chlupatých nažek, opatřených chlupatým přívěskem až 6 cm dlouhým.

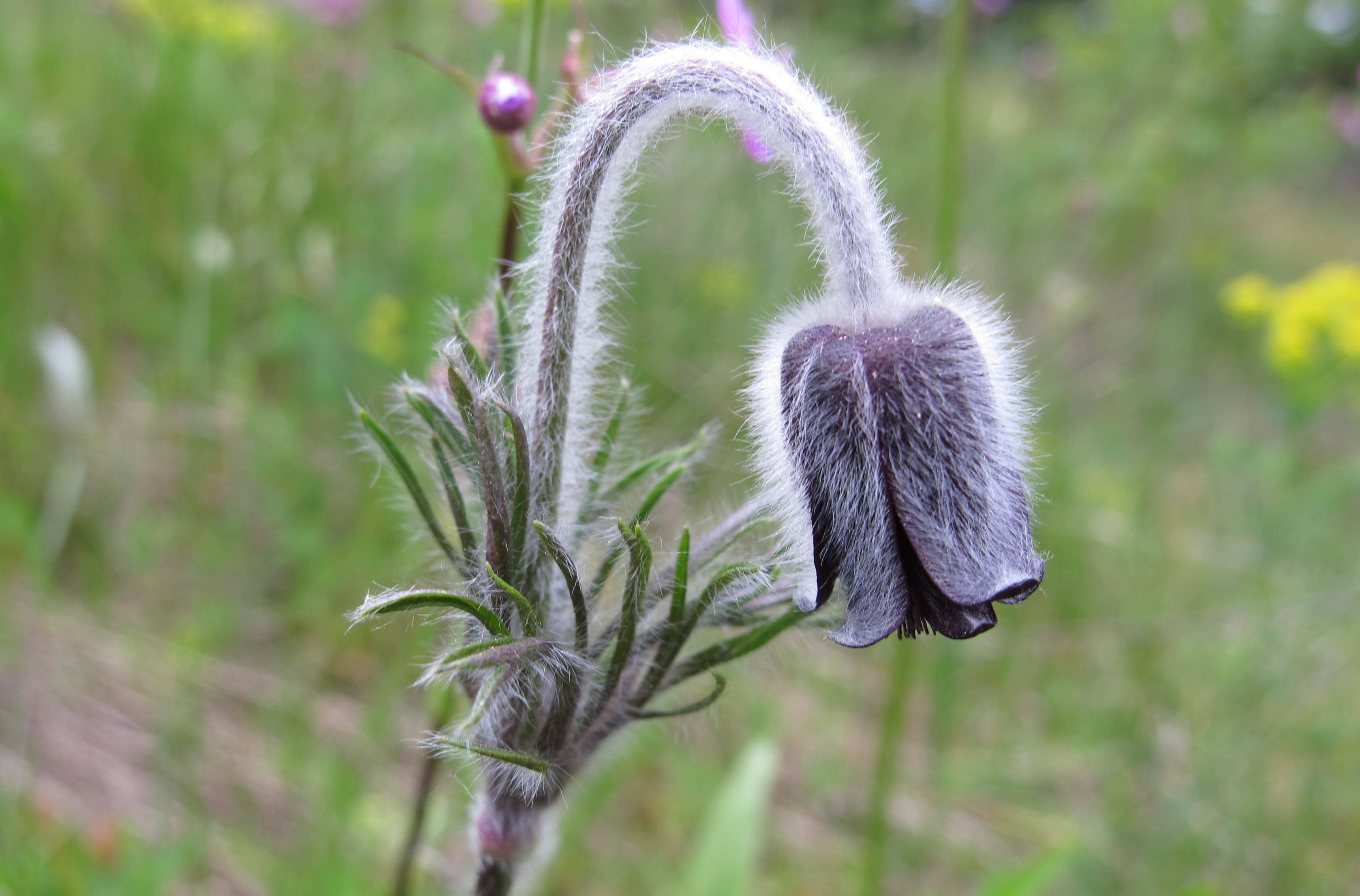
Detail květu

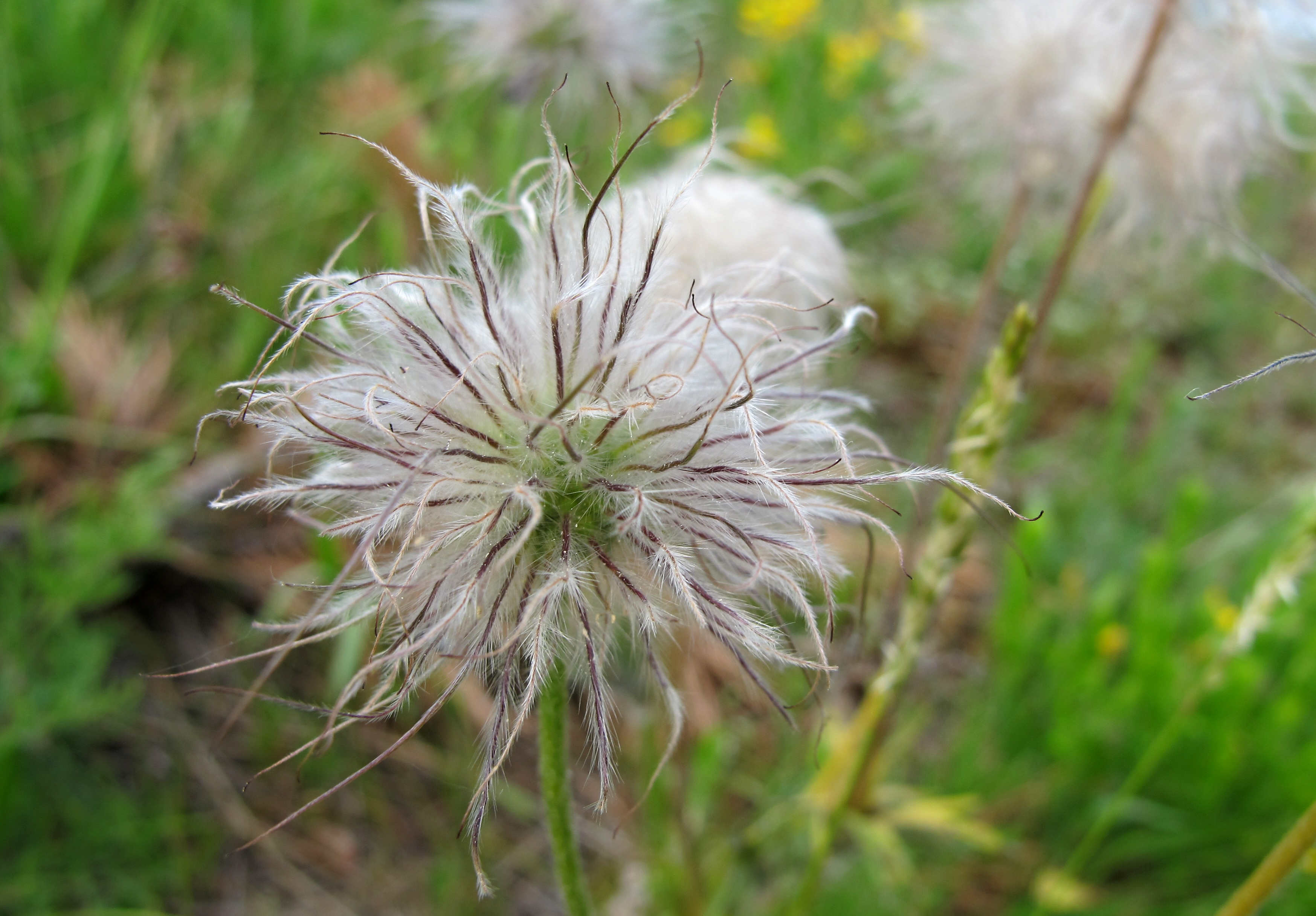
Po odkvětu

## Rozšíření
Severní, střední a východní Evropa (Skandinávie, Dánsko, Německo, Polsko, Česká republika, Slovensko, Rakousko, Maďarsko, Rusko).
V České republice je koniklec luční rozšířen jen v severních a středních Čechách a na jižní Moravě.
Roste na slunných a světlých místech. Například na kamenitých a travnatých stráních. Na loukách, v lesostepi nebo ve světlých lesích. Je to teplomilný druh.
Nejbohatší lokalitou s výskytem koniklece lučního v Praze je přírodní památka Pitkovická stráň.

## Zajímavosti
Rostlina je jedovatá, protože obsahuje látky anemonin a protoanemonin. Při styku s pokožkou se může objevit podráždění nebo zánět kůže. Při požití pak vyvolává průjmy a zvracení.
V lidovém léčitelství se používá jako lék proti křečím, dně, revmatismu nebo jako lék proti dusivému kašli. Listy se používají i proti vyrážkám.

## Lidové názvy
Ptačí hnízdo, boží fousky, černá zelina, čertovy vousy.

## Stupeň ochrany

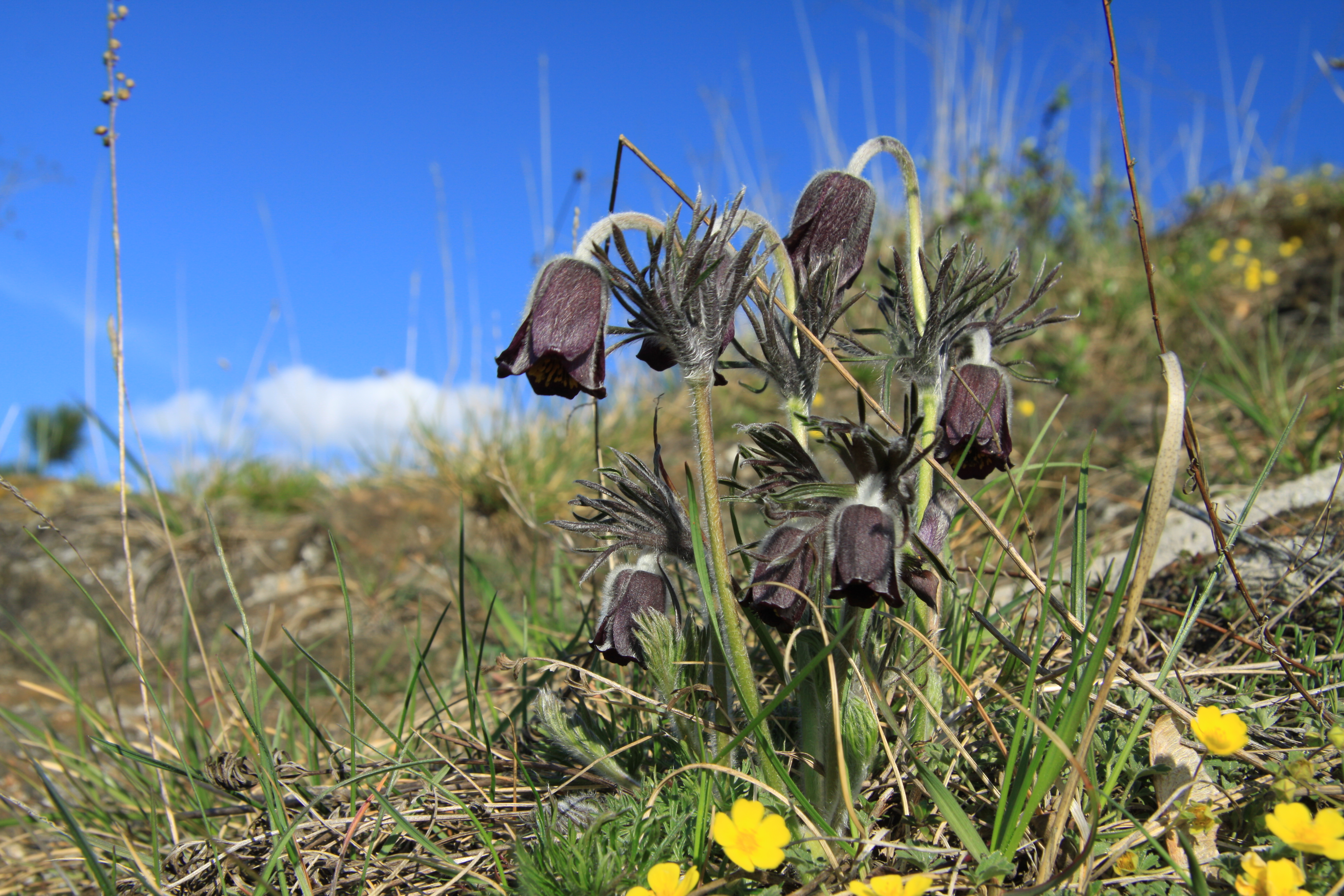
Koniklec luční na území přírodní památky Kalvárie v Motole

Koniklec luční český je v České republice chráněný Zákonem o ochraně přírody a krajiny, konkrétně zákonem §2. V Červeném seznamu je zapsaný jako silně ohrožený druh (C2).

## Seznam poddruhů
- Pulsatilla pratensis subsp. bohemica – koniklec luční český
- Pulsatilla pratensis subsp. hungarica – koniklec luční maďarský
- Pulsatilla pratensis subsp. pratensis
- Pulsatilla pratensis subsp. ucrainica